# Galassia ad anello polare

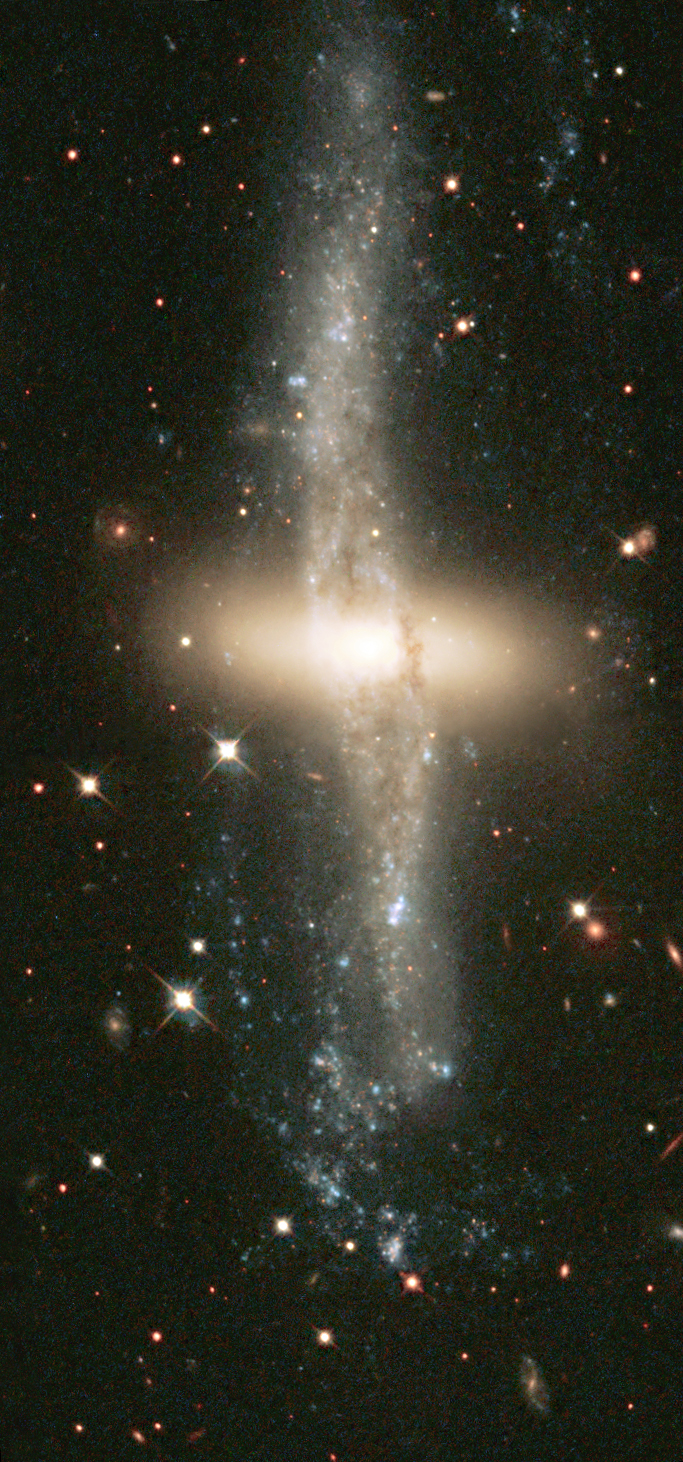
NGC 4650A, un esempio di galassia ad anello polare. Hubble Space Telescope/NASA/ESA.

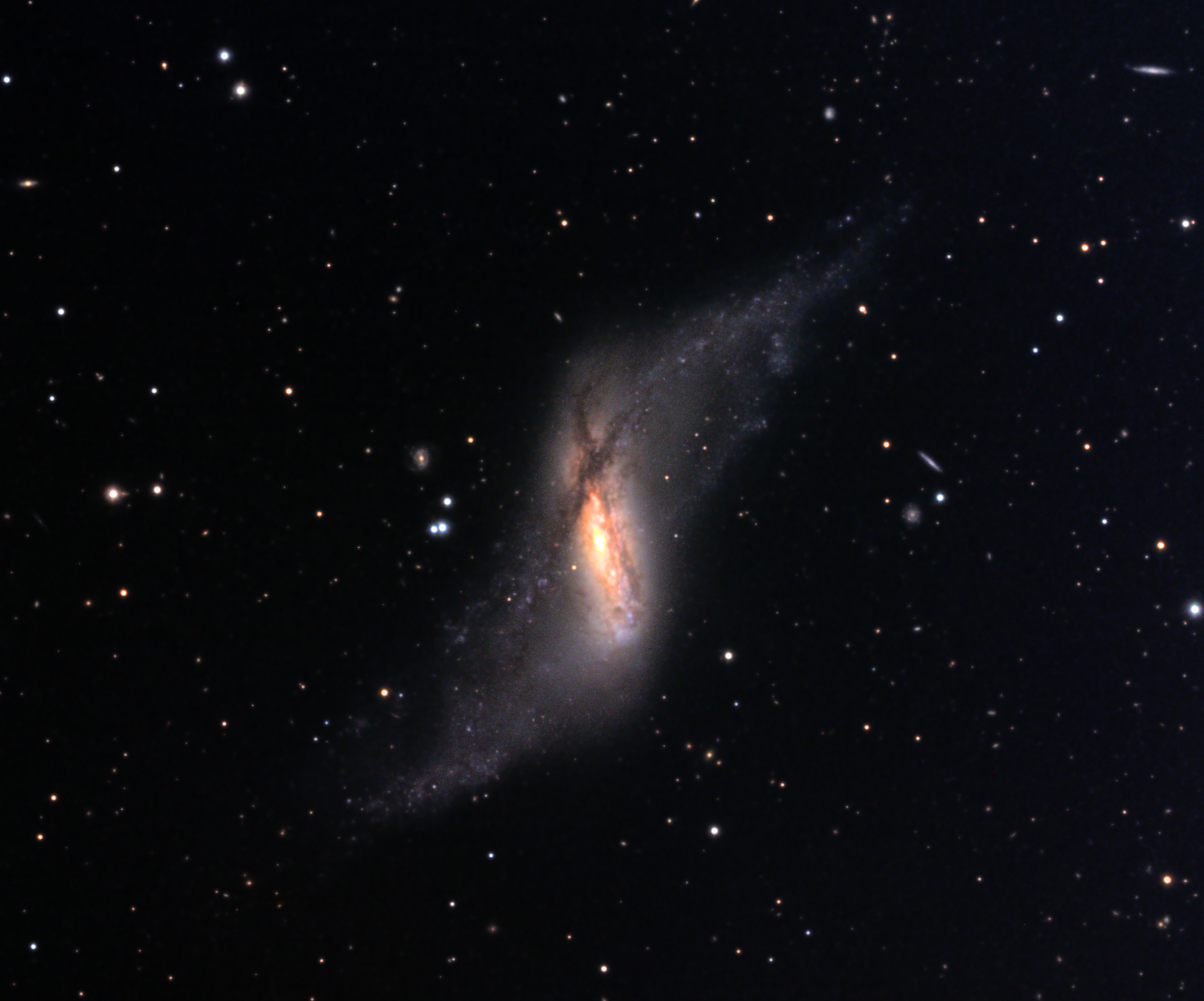
La galassia con anelli polari e inclinati NGC 660. Telescopio di 60 cm di Mt. Lemmon in Arizona. Cortesia di Joseph D. Schulman

Una galassia ad anello polare è un tipo di galassia in cui un anello esterno di gas e stelle ruota perpendicolarmente al piano principale della galassia. Si pensa che questi anelli polari si formino quando due galassie interagiscono gravitazionalmente l'una con l'altra. Una possibilità è che del materiale venga strappato via dall'azione mareale di una galassia vicina e vada a formare l'anello polare osservato in questo tipo di galassie. L'altra possibilità è che una galassia più piccola collida in senso ortogonale col piano di rotazione di una galassia più grande, e la struttura ad anello verrà formata proprio dalle stelle che facevano parte della galassia minore. 
I casi più noti di galassie con polar ring sono S0 (galassie lenticolari), ma dal punto di vista fisico esse fanno parte di una più ampia categoria di galassie che acquisisce materia dall'esterno, incluse molte ellittiche.
Le prime galassie ellittiche con anello polare furono identificate nel 1978. Esse sono NGC 5128, NGC 5363, NGC 1947 e Cygnus A, mentre le S0 con anello polare NGC 2685 e NGC 4650A furono indicate in quegli anni come il risultato di processi di formazione simili.
Le prime quattro S0 identificate come galassie con anello polare furono NGC 2685, NGC 4650A, A 0136 -0801,  e ESO 415 -G26. Mentre queste galassie venivano studiate approfonditamente, molte altre galassie ad anello polare sono state identificate nel frattempo. 
L'origine esterna degli anelli gassosi fu chiarita completamente solo qualche anno più tardi, quando una migliore tecnologia spettroscopica rese possibili le prime osservazioni dei moti delle stelle e del gas in queste galassie. In aggiunta al notissimo esempio della galassia NGC 5128 (Cen A), un'ellittica con un anello polare molto regolare è NGC 5266.
Gli anelli polari si possono trovare su circa lo 0,5% delle galassie lenticolari più vicine, ed è probabile che il 5% delle galassie lenticolari possa aver avuto anelli polari in un certo periodo della loro esistenza.